# Christoph Iselin (Sportfunktionär)
Christoph Iselin (* 22. September 1869 in Glarus; † 10. Februar 1949 in Kilchberg ZH) war ein Schweizer Skisportfunktionär und Pionier der schweizerischen Skigeschichte.

## Leben
Iselin besuchte die Kantonale Industrieschule in Lausanne und übernahm das väterliche Lederhandelsgeschäft. Danach war er im Import- und Exporthandel tätig. Im Ersten und Zweiten Weltkrieg wirkte er privat und als eidgenössischer Unterhändler bei der Versorgung des Landes mit Erdölprodukten und Rohstoffen mit.
Erste Skilaufversuche machte Iselin 1891 und 1892 in der Schweiz. Im Januar 1893 überquerte er zusammen mit Olaf Kjelsberg und Alexander von Steiger den Pragelpass (1548 m). Er gründete 1893 den ersten Skiclub der Schweiz: den Skiclub Glarus. 1902 organisierte er das erste Skirennen der Schweiz. 1904 regte er die Gründung des Schweizerischen Skiverbands (heute Swiss-Ski) und die Einführung der Skier in der Schweizer Armee an.
Iselin war zudem Konstrukteur der Iselin-Schaufel bzw. Skischaufel.
1929 nahm Iselin an der Weltumrundung mit dem Luftschiff LZ 127 Graf Zeppelin teil. Er war zudem Oberstleutnant der Schweizer Armee.